# Johann Lebrade
Johann Lebrade, auch Librade (* im 15. Jahrhundert; † 14. April 1495 in Lübeck) war Ratssekretär der Hansestadt Lübeck.

## Leben
Johann Lebrade war Sohn des gleichnamigen Lübecker Ratsarmbrustmeisters und nach der Vermutung von Friedrich Bruns wohl ein Neffe des früheren Priors des Burgklosters Lorenz Lebrade († 1502). Die Familie nannte sich nach dem Kirchdorf Lebrade im Holsteinischen. Johann Lebrade immatrikulierte sich um Michaelis 1478 zum Studium an der Universität Rostock. 1493 ist er als Kleriker des Bistums Ratzeburg belegt. Bis Ende 1494 war er als Magister Sekretär des Ratzeburger Bischofs Johannes von Parkentin. Am 2. Januar 1495 wurde er in Lübeck zum Ratssekretär bestellt und verstarb kurz darauf im Amt.